# OSCA 4500G
La OSCA 4500G è una monoposto di Formula 1 realizzata dalla scuderia italiana OSCA su progetto di Ernesto, Bindo ed Ettore Maserati, per partecipare al campionato mondiale di Formula 1 1951.
La vettura venne impiegata nel Gran Premio d'Italia 1951, con alla guida Franco Rol, qualificandosi al 18º posto e arrivando al 9º. Era dotata di un motore con architettura V12 da 4,5 litri e calzava pneumatici forniti dalla Pirelli.

## Risultati in Formula 1
| Anno | Team            | Motore                 | Gomme | Piloti |  |  |  |  |  |  |   |  | Punti | Pos. |
| ---- | --------------- | ---------------------- | ----- | ------ |  |  |  |  |  |  | - |  | ----- | ---- |
| 1951 | OSCA Automobili | OSCA 4500 V12 4500 cm³ | P     | Rol    |  |  |  |  |  |  | 9 |  | -     | -    |